# Rosemary Murphy
Rosemary Murphy (München, Duitsland, 13 januari 1927 – New York, 5 juli 2014) was een Amerikaanse televisie-, film- en theateractrice.

## Biografie
Murphy is in Duitsland geboren van Amerikaanse ouders en in 1939 verlieten zij Duitsland en gingen toen naar Parijs in verband met de dreigende Tweede Wereldoorlog. Later gingen zij terug naar New York waar zij ging studeren aan het Manhattanville College en leerde hierna acteren aan de Neighborhood Playhouse en de Actors Studio, beide ook in New York.
Murphy begon met acteren in het theater in 1950 met een rol in het toneelstuk The Tower Beyond Tragedy, hierna heeft zij nog meerdere rollen gespeeld in het theater.
Murphy begon in 1951 met acteren voor televisie in de televisieserie Lux Video Theatre. Hierna heeft zij nog meerdere rollen gespeeld in televisieseries en films zoals To Kill a Mockingbird (1962), Ben (1972), Julia (1977), All My Children (1977), Another World (1988), Mighty Aphrodite (1995), The Young and the Restless (1998) en The Savages (2007).

## Emmy Awards[2]
- 1977 categorie Uitstekende Optreden door een Actrice in een Bijrol in een Film met de film Eleanor and Franklin: The White House Years – genomineerd.
- 1976 categorie Uitstekende Optreden door een Actrice in een Bijrol in een Film met de film Eleanor and Franklin – gewonnen.

## Filmografie[3]

### Films
- 2010 · The Romantics – als oma Hayes
- 2009 · After.Life – als mrs. Whitehall
- 2008 · Synecdoche, New York – als Frances
- 2007 · The Savages – als Dorisd Metzger
- 2001 · Dust – als Angela
- 1999 · The Hunt for the Unicorn Killer – als Bea Einhorn
- 1999 · Message in a Bottle – als Helen
- 1995 · Mighty Aphrodite – als adoptie coördinator
- 1995 · The Tuskegee Airmen – als Eleanor Roosevelt
- 1994 · Don't Drink the Water – als mrs. Pritchard
- 1993 · And the Band Played On – als directielid van de bloedbank
- 1993 · Twenty Bucks – als tante Dotty
- 1991 · For the Boys – als Luanne Trott
- 1987 · September – als mrs. Mason
- 1981 · The Hand – als Karen Wagner
- 1981 · Mr. Griffin and Me – als Jane Barlow
- 1980 · The Attic – als mrs. Perkins
- 1979 · Before and After – als moeder van Carole
- 1977 · Julia – als Dottie
- 1977 · Eleanor and Franklin: The White House Years – als Sara Delano Roosevelt
- 1976 · Eleanor and Franklin – als Sara Delano Roosevelt
- 1974 · The Lady's Not for Burning – als Margaret Devize
- 1974 · A Case of Rape – als Muriel Dyer
- 1973 · 40 Carats – als mrs. Latham
- 1973 · Ace Eli and Rodger of the Skies – als Hannah
- 1973 · Walking Tall – als Callie Hacker
- 1972 · You'll Like My Mother – als mrs. Kinsolving
- 1972 · Ben – als Beth Garrison
- 1972 · A Fan's Notes – als Moms
- 1972 · Invitation to the March – als ??
- 1968 · A Case of Libel – als Claire
- 1966 · Any Wednesday – als Dororthy Cleves
- 1962 · To Kill a Mockingbird – als Maudie Atkinson
- 1961 · The Young Doctors – als mrs. Graves
- 1957 · That Night! – als verpleegster Chornis

### Televisieseries
Uitgezonderd eenmalige gastrollen.
- 1997–1999 · Frasier – als Carol Larkin – 2 afl.
- 1997 · Cracker – als Victoria – 2 afl.
- 1996–1997 · EZ Streets – als moeder van Quinn – 4 afl.
- 1992 · Civil Wars – als ?? – 2 afl.
- 1991 · A Woman Named Jackie – als Rose Kennedy – 3 afl.
- 1988 · Another World – als Loretta Fowler - ? afl.
- 1984 · George Washington – als Mary Bell Washington – 3 afl.
- 1977 · All My Children – als Maureen Dalton Teller - ? afl.
- 1974–1975 · Lucas Tanner – als Margaret Blumenthal – 23 afl.
- 1969–1970 · The Secret Storm – als Nola Hollister - ? afl.
- 1961 · Armstrong Circle Theatre – als Claire Draper – 2 afl.
- 1951–1953 · Lux Video Theatre – als telefoniste – 2 afl.

## Theaterwerk[4]
- 1999 · Waiting in the Wings – als Cora Clarke
- 1996 · A Delicate Balance – als Edna
- 1988 · The Devil's Disciple – als mevr. Dudgeon
- 1987 · Coastal Disturbances – als M.J. Adams
- 1980 · John Gabriel Borkman – als mrs. Gunhild Borkman
- 1978 · Cheaters – als Monica
- 1977 · Ladies at the Alamo – als Joanne Remington
- 1969 · Butterflies Are Free – als mrs. Baker
- 1968 · The Death of Bessie Smith / The American Dream – als verpleegster
- 1968 · Weekend – als Estelle Mac Gruder
- 1966 · A Delicate Balance – als Claire
- 1964 · Any Wednesday – als Dorothy Cleves
- 1963 · The Ballad of the Sad Cafe – als mrs. Amelia Evans
- 1960 · Period of Adjustment – als Dorothea Bates
- 1957 · Look Homeward, Angel – als Helen Gant Barton
- 1950 · The Tower Beyond Tragedy – als inwoonster

- Bibsys: 7013776
- Biblioteca Nacional de España: XX5359558
- Bibliothèque nationale de France: cb142097276 (data)
- Gemeinsame Normdatei: 1208850008
- International Standard Name Identifier: 0000 0004 0910 9926
- Library of Congress Control Number: n95013205
- Nationale Bibliotheek van Israël: 987007319664905171
- Nationale Bibliotheek van Polen: a0000001679045
- SNAC: w6k77dhv
- Virtual International Authority File: 302546000
- WorldCat: E39PBJvcY8b6gy83xW6kGKBVmd